# Cholo soy (serie de álbumes)
Cholo soy es una serie de álbumes de género chillout del compositor peruano Jaime Cuadra. Este consta principalmente de tres partes: Peruvian Waltz Chillout (2006), La Valse Créole (2007) y Peruvian World Music Experiment (2011).

## Álbumes

### Cholo soy: Peruvian Waltz Chillout
El primer material Cholo Soy: Peruvian Waltz Chillout fue lanzado al mercado en junio de 2006. Consta de 12 canciones, que son versiones de aquellas más representativas del música criolla como «Cholo soy», «Ódiame», «Hilda», «Nube gris», «El provinciano», «El plebeyo» y «El pirata». Además que contó la participación de Eva Ayllón y Didier Casnati en la interpretación, además de Lucho Quequezana, Manuel Cáceda, Pedro Pacora y Omar Rojas en los instrumentos de la banda Cholo Soy Proyect.
Se lanzaron ediciones especiales: en diciembre de 2006 para el público infantil con las voces de María Pía Copello, Gloria María Solari y Miss Rosi; y al año siguiente se reeditaron las dos entregas para su exportación a Europa y Asia.

### Cholo soy 2: La Valse Créole
En 2007 se lanzó otro disco que extiende otros temas en los valses peruanos. Son 13 pistas, una de ellas es «Propiedad privada» interpretada por el Cuadra junto a la voz de Lucha Reyes. También participan Pamela Rodríguez, Jean Pierre Magnet, entre otros. En 2008 se lanzó su reedición Cholo soy R2 para el mercado internacional.

### Cholo 3: Peruvian World Music Experiment
La última entrega de la triolgía es Peruvian World Music Experiment, de género world music, lanzado en 2012 con la producción de Liliana Schiantarelli.

## Recepción
Debido a su alta demanda de la edición original de Waltz Chillout  con más de 10 mil copias, en septiembre del mismo año ganó su primer disco de oro, y posteriormente el disco de platino. Para 2010 superó las 25 mil copias. Esto impuso un nuevo récord de ventas en el Perú, especialmente en su público juvenil, y alcanzar en una semana el primer lugar de la lista de ventas nacionales según Phantom Music Store.
En 2007 el segundo disco obtuvo 1100 ejemplares adquiridos en cuatro días y consiguió el primer lugar en la lista de ventas.
En 2008, tres temas del primer disco («Regresa», «Cholo soy» y «El provinciano») se usaron en la película Quantum of Solace.
En 2009 se anunció una gira nacional para promocionar nuevo material del disco.
En 2011 se promocionó Cholo soy café, un compilatorio de los dos primeros discos.
En 2012 consiguió 1000 copias vendidas en el día de estreno de Peruvian World Music Experiment.

## Premios y nominaciones
| Año  | Premio                   | Categoría                     | Trabajo            | Resultado | Ref.   |
| ---- | ------------------------ | ----------------------------- | ------------------ | --------- | ------ |
| 2006 | Independent Music Awards | Mejor álbum world fusion      | Cholo soy Chillout | Ganador   | [ 24 ] |
| 2007 | Premios Apdayc           | Mejor producción discográfica | Cholo soy          | Ganador   | [ 25 ] |